# José Paques
Joséphine Renée Marie Sidonie (José of Josée) Paques (Luik, 9 oktober 1903 - onbekend) was een Belgische atlete en basketbalster. Als atlete was ze gespecialiseerd was in het kogelstoten, discuswerpen en speerwerpen. Ze werd driemaal Belgische kampioene. Als basketbalster werd ze vijfmaal Belgisch kampioene met haar club.

## Biografie

### Atletiek
Paques begon in 1921 met atletiek. Ze werd in 1924 met een  Belgische record Belgisch kampioene in het discuswerpen. Ook in 1931 en 1936 kon ze de Belgische titel discuswerpen veroveren. Ook in het kogelstoten en het speerwerpen haalde ze verschillende medailles op de Belgische kampioenschappen.

### Basketbal
Paques speelde ook basketbal. Zo speelde ze in 1934 mee in de interland Frankrijk - Belgie. Ze behaalde in tussen 1936 en 1942 met haar club vijf Belgische titels in het basketbal.

### Clubs
Paques was eerst aangesloten bij Sporting Club Liègois. Daarna kwam ze enkele seizoenen uit voor Atalante. Begin 1929 besloot ze een eigen club op te richten, Sporting Fémina Club de Liège. Ze werd voorzitster van deze club. Naast atletiek was deze club ook actief in het basketbal.

## Belgische kampioenschappen

### Atletiek
| Onderdeel    | Jaar             |
| ------------ | ---------------- |
| discuswerpen | 1924, 1931, 1936 |

### Basketbal
- 1936: landskampioen met Sporting Fémina
- 1937: landskampioen met Sporting Fémina
- 1938: landskampioen met Sporting Fémina
- 1939: landskampioen met Sporting Fémina
- 1942: landskampioen met Sporting Fémina

## Palmares

### kogelstoten
- 1923:  BK AC – 14,64 m (2H)
- 1930:  BK AC – 7,86 m
- 1932:  BK AC – 8,20 m
- 1933:  BK AC – 8,35 m

### discuswerpen
- 1924:  BK AC – 26,57 m (NR)
- 1926:  BK AC – 26,87 m
- 1927:  BK AC – 25,42 m
- 1928:  BK AC – 26,59 m
- 1930:  BK AC – 25,73 m
- 1931:  BK AC – 28,72 m
- 1932:  BK AC – 28,10 m
- 1933:  BK AC – 28,67 m
- 1934:  BK AC – 27,26 m
- 1935:  BK AC – 28,35 m
- 1936:  BK AC – 24,55 m

### speerwerpen
- 1930:  BK AC – 18,99 m
- 1933:  BK AC – 16,02 m